# Старе Дравсько
Старе Дравсько (пол. Stare Drawsko, нім. Draheim) — село в Польщі, у гміні Чаплінек Дравського повіту Західнопоморського воєводства.
Населення — 250 осіб (2011).

## Демографія
Демографічна структура станом на 31 березня 2011 року:
|          | Загалом | Допрацездатний вік | Працездатний вік | Постпрацездатний вік |
| -------- | ------- | ------------------ | ---------------- | -------------------- |
| Чоловіки | 121     | 27                 | 88               | 6                    |
| Жінки    | 129     | 24                 | 80               | 25                   |
| Разом    | 250     | 51                 | 168              | 31                   |